# Círculo do Livro
Círculo do Livro a fost o editură braziliană înființată în martie 1973 printr-un acord semnat între Grupo Abril și editura germană Bertelsmann. Ea a vândut cărți printr-un „sistem de cluburi”, în care un nou membru erau cooptat la recomandarea unui membru mai vechi și primea o revistă semestrială cu zeci de titluri din care urma să aleagă una sau mai multe cărți. Noul membru al clubului trebuia să cumpere cel puțin o carte în perioada următoare.
Afacerea a mers primii cinci ani în pierdere, ceea ce nu a fost nici o problemă pentru Bertelsmann, care deținea 49% din companie și era în acea vremea al doilea grup editorial ca mărime din lume. Cu toate acestea, au fost reuniți până în 1975 circa 250.000 de membri, număr care s-a dublat în 1978. În 1982 vânzările au ajuns la 5 milioane de exemplare, adică la un total de 17 milioane de exemplare în primii zece ani de existență ai Círculo do Livro. În 1983 editura a anunțat că avea o piață țintă formată din 800.000 de membri ai cluburilor de carte repartizați în 2.850 de municipalități braziliene, care erau deserviți de un lanț de peste 2.000 de vânzători care se ocupau cu colectarea și livrarea comenzilor.
Reducerea profitului a determinat editura germană Bertelsmann să-și vândă partea din afacere, ceea ce a făcut ca Círculo do Livro să își întrerupă activitatea de editare la sfârșitul anilor 1990. Cu toate acestea, compania a continuat să funcționeze ca tipografie sub comanda grupului CLC până când a fost vândută în 2000 către multinaționala RR Donnelley.

## Catalog
Catalogul editurii Círculo do Livro era prezentat la fiecare două săptămâni membrilor prin distribuirea gratuită a publicației Revista do Livro, iar printre numeroasele titluri disponibile se aflau chiar și unele distribuite prin acorduri cu alte edituri majore, cum ar fi operele lui Luis Fernando Veríssimo, precum și colecția Primeiros Passos, versiune cu copertă cartonată, publicată inițial de Editora Brasiliense.
Cărțile, care au fost tipărite de tipografia proprie a editurii, erau cunoscute pentru legarea lor solidă, coperta cartonată și prețurile competitive. De exemplu, în 1988, în timp ce versiunea în format de buzunar a cărții Fogueira de Vaidades a lui Tom Wolfe (publicată apoi de editura Rocco) costa aproximativ 12.000 de cruzados, cărțile de artă cu copertă cartonată erau vândute de Círculo do Livro la prețul de doar 2.900 de cruzados. Acest lucru s-a datorat în principal unei piețe asigurate și, de asemenea, unor economii de scară, în cazul tirajelor cuprinse între șase și cincizeci de mii de exemplare, cu o medie de 10.000 de exemplare vândute pe titlu.

## Tipografia
Odată cu consolidarea activității în 1976, tipografia ce aparținea Editora Abril de pe Rua do Curtume din São Paulo a fost încorporată în cadrul companiei Círculo do Livro, iar anul următor a încetat să funcționeze exclusiv pentru grup, începând să deservească și alți clienți. În 1989 CLC - Comunicações, Lazer e Cultura (o divizie a grupului Abril controlată de Richard Civita) a cumpărat participația partenerilor germani, devenind proprietarul 100% al companiei și realizând o extindere a tipografiei cu scopul de a-și păstra cercul de clienți.
În 2000 tipografia a fost vândută către Donnelley Cochrane Gráfica Editora do Brasil, o filială a Editorial Lord Cochrane S.A., cu sediul în Chile, controlată de RR Donnelley, una dintre cele mai mari edituri din Statele Unite ale Americii. În anul următor, structura de marketing, planificare și producție a companiei Círculo do Livro a fuzionat cu cea a Gráfica Editora Hamburg din São Paulo, ca parte a unui plan de unificare a clientelei și a managementului celor două tipografii braziliene achiziționate de Donnelley.